# Felice Boscaratti
Felice Boscaratti, né en 1721 à Vérone et mort en 1807 à Venise, est un peintre italien.

## Biographie
Felice Boscaratti naît en 1721 à Vérone.
Élève de Rotari, il s'établit rapidement  comme peintre et professeur. Il s'installe à Vicence, mais travaille aussi dans sa ville natale de Vérone - ses œuvres chez cette dernière comprennent les Saints Ignazio et Bonaventura dans la chapelle de Canossa a S. Bernardino. Ses œuvres ont été reproduites par des graveurs tels que Domenico Cunego.
Felice Boscaratti meurt en 1807 à Venise.

## Source
- (en) Cet article est partiellement ou en totalité issu de l’article de Wikipédia en anglais intitulé « Felice Boscaratti » (voir la liste des auteurs).